# غيل الكثيري

تعديل مصدري - تعديل

غيل الكثيري هي إحدى قرى عزلة القارة بمديرية رصد التابعة لمحافظة أبين، بلغ تعداد سكانها 130 نسمة حسب تعداد اليمن لعام 2004.